# Uruguay en la Copa Mundial de Rugby de 2015
La selección de rugby de Uruguay fue una de las 20 participantes de la Copa Mundial de Rugby de 2015 que se realizó en Inglaterra y Gales.
Fue la tercera participación de los Teros en la Copa Mundial de Rugby.

## Plantel
- Lista de 31 jugadores convocados para la Copa Mundial de Rugby de 2015.[2]

- Caps actualizadas al 30 de agosto de 2015

| Posición       | Nombre                 | Fecha de nacimiento      | Encuentros | Club                 |
| -------------- | ---------------------- | ------------------------ | ---------- | -------------------- |
| Hooker         | Germán Kessler         | 1 de julio de 1994       | 11         | Los Cuervos          |
| Hooker         | Nicolás Klappenbach    | 25 de marzo de 1982      | 44         | Champagnat           |
| Pilar          | Carlos Arboleya        | 23 de julio de 1985      | 44         | Trébol de Paysandú   |
| Pilar          | Alejo Corral           | 11 de septiembre de 1981 | 44         | San Isidro           |
| Pilar          | Oscar Durán            | 1 de enero de 1982       | 32         | Carrasco Polo        |
| Pilar          | Mario Sagario          | 29 de junio de 1986      | 45         | Massy                |
| Pilar          | Mateo Sanguinetti      | 26 de julio de 1992      | 13         | Los Cuervos          |
| segunda línea  | Franco Lamanna         | 5 de octubre de 1991     | 22         | Carrasco Polo        |
| segunda línea  | Mathias Palomeque      | 10 de julio de 1986      | 23         | Trébol de Paysandú   |
| segunda línea  | Santiago Vilaseca (c.) | 17 de septiembre de 1984 | 32         | Old Boys             |
| segunda línea  | Jorge Zerbino          | 27 de diciembre de 1991  | 11         | Old Christians       |
| flanker        | Agustín Alonso         | 24 de septiembre de 1991 | 11         | Montevideo           |
| flanker        | Fernando Bascou        | 5 de abril de 1987       | 23         | Pucaru Stade Gaulois |
| flanker        | Matías Beer            | 16 de diciembre de 1993  | 9          | Old Christians       |
| flanker        | Juan de Freitas        | 13 de diciembre de 1989  | 34         | Champagnat           |
| flanker        | Juan Manuel Gaminara   | 1 de mayo de 1989        | 23         | Old Boys             |
| flanker        | Diego Magno            | 27 de abril de 1989      | 48         | Montevideo           |
| N.º 8          | Alejandro Nieto        | 7 de enero de 1988       | 27         | Champagnat           |
| Medio scrum    | Alejo Durán            | 20 de mayo de 1991       | 29         | Trébol de Paysandú   |
| Medio scrum    | Agustín Ormaechea      | 8 de marzo de 1991       | 23         | Stade Montois        |
| medio apertura | Felipe Berchesi        | 12 de abril de 1991      | 15         | Carcassonne          |
| medio apertura | Manuel Blengio         | 28 de abril de 1994      | 10         | Old Christians       |
| centro         | Joaquín Prada          | 15 de julio de 1991      | 28         | Los Cuervos          |
| centro         | Alberto Román          | 1 de junio de 1987       | 36         | Pucaru Stade Gaulois |
| centro         | Andrés Vilaseca        | 8 de mayo de 1991        | 12         | Old Boys             |
| ala            | Francisco Bulanti      | 12 de abril de 1980      | 23         | Trébol de Paysandú   |
| ala            | Jerónimo Etcheverry    | 11 de enero de 1988      | 41         | Carrasco Polo        |
| ala            | Santiago Gibernau      | 15 de mayo de 1988       | 31         | Carrasco Polo        |
| ala            | Leandro Leivas         | 6 de julio de 1988       | 40         | Old Christians       |
| zaguero        | Gastón Mieres          | 5 de octubre de 1989     | 36         | Valpolicella         |
| medio apertura | Rodrigo Silva          | 2 de noviembre de 1992   | 13         | Carrasco Polo        |

## Partidos de preparación
| 1 de agosto de 2015 | Uruguay | 30 - 26 | Argentina XV | Estadio Charrúa, Montevideo |  |

| 22 de agosto de 2015 | Japón | 30 - 8 | Uruguay | Estadio Level-5, Fukuoka |  |

| 29 de agosto de 2015 | Japón | 40 - 0 | Uruguay | Chichibunomiya Rugby Stadium, Tokio |  |

| 6 de septiembre de 2015 | País Vasco | 19 - 41 | Uruguay | Campos Deportivos de Fadura, Guecho |  |

## Participación

### Grupo A
| Posición | Selección  | Partidos | Partidos | Partidos  | Partidos | Tries a favor | Tantos  | Tantos    | Tantos     | Puntos extra | Puntos |
| Posición | Selección  | Jugados  | Ganados  | Empatados | Perdidos | Tries a favor | A favor | En contra | Diferencia | Puntos extra | Puntos |
| -------- | ---------- | -------- | -------- | --------- | -------- | ------------- | ------- | --------- | ---------- | ------------ | ------ |
| 1        | Australia  | 4        | 4        | 0         | 0        | 17            | 141     | 35        | 106        | 1            | 17     |
| 2        | Gales      | 4        | 3        | 0         | 1        | 11            | 111     | 62        | 49         | 1            | 13     |
| 3        | Inglaterra | 4        | 2        | 0         | 2        | 16            | 133     | 75        | 58         | 3            | 11     |
| 4        | Fiyi       | 4        | 1        | 0         | 3        | 10            | 84      | 101       | -17        | 1            | 5      |
| 5        | Uruguay    | 4        | 0        | 0         | 4        | 2             | 30      | 226       | -196       | 0            | 0      |

| 20 de septiembre de 2015 | Gales | 54 - 9  | Uruguay                       | Millenium Stadium, Cardiff,                                        |                                                                    |
| 14.30h (GMT)             | Tries: Lee 15'c Allen 19'c, 30'c, 40'c Amos 50'c Davies 60' 80'c Tipuric 71'c Conversiones: Priestland (7/8) 16', 19', 30', 40', 51', 72', 80' | Reporte | Penales: Berchesi 2', 9', 24' | Asistencia: 71.887 espectadores Árbitro(s): Romain Poite (Francia) | Asistencia: 71.887 espectadores Árbitro(s): Romain Poite (Francia) |

| 27 de septiembre de 2015 | Australia | 65 - 3  | Uruguay                     | Villa Park, Birmingham,                                              |                                                                      |
| 8:00                     | Tries: McMahon (2) 7'm, 69'm Tomane 9'c Mumm 26'm Speight 31'c McCalman (2) 36'c, 61'c Mitchell (2) 47'm, 52'm Toomua 71'm Kuridrani 80'c Conversiones: Cooper (5/11) 10', 32', 36', 62', 80' | Reporte | Penales: Berchesi (1/1) 24' | Asistencia: 39.605 espectadores Árbitro(s): Pascal Gaüzère (Francia) | Asistencia: 39.605 espectadores Árbitro(s): Pascal Gaüzère (Francia) |

| 6 de octubre de 2015 | Fiyi | 47 - 15 | Uruguay | Stadium MK, Milton Keynes,                                        |                                                                   |
| 16:00                | Tries: Penalty try (2) 3' c, 27' c Kenatale 8' m Nakarawa 38' c Cavubati 64' c Murimurivalu 66' c Nadolo 79' c Conversiones: Nadolo (6/7) 3', 28', 39', 65', 66', 80 | Reporte | Tries: Arboleya 17' c Ormaechea 58' m Conversiones: Ormaechea (1/2) 18' Penales: Durán (1/1) 15' Ormaechea (0/1) | Asistencia: 30.048 espectadores Árbitro(s): JP Doyle (Inglaterra) | Asistencia: 30.048 espectadores Árbitro(s): JP Doyle (Inglaterra) |

| 10 de octubre de 2015 | Inglaterra | 60 - 3  | Uruguay              | City of Manchester, Mánchester,                                           |                                                                           |
| 16:00                 | Tries: Watson 7'c Easter 18'c, 23'c, 60' Watson 42' Slade 54' Nowell 57'c, 70', 74' Ensayo de castigo 82' Conversiones: Farrell (4/6) Ford (1/4) | Reporte | Penales: Berchesi 2' | Asistencia: 50.778 espectadores Árbitro(s): Chris Pollock (Nueva Zelanda) | Asistencia: 50.778 espectadores Árbitro(s): Chris Pollock (Nueva Zelanda) |